# Uniwersytet Colinas de Boé
Uniwersytet Colinas de Boe (port. Universidade Colinas de Boé, UCB) – prywatny uniwersytet w Gwinei Bissau założony we wrześniu 2003, dwa miesiące przed powstaniem Universidad Amílcar Cabral, która jest uczelnią publiczną. Współpracuje z uniwersytetem w Leirii.